# Néstor Ferraresi
Néstor Ferraresi, más conocido como "Coqui" Ferraresi, es un exfutbolista argentino y actual entrenador. Es el primo de Adolfo Ferraresi. Actualmente, se desempeña cómo DT de Argentino de Merlo, club que milita en la Primera B Metropolitana, tercera división del sistema de ligas argentino.

## Trayectoria

### Como jugador
Se inició en Argentinos Juniors y luego pasó por distintos clubes. Jugó en All Boys, Almirante Brown, Los Andes, Ituzaingó, Deportivo Merlo, Argentino de Merlo y Estudiantes de Buenos Aires.

### Como entrenador
Como entrenador dirigió en varias temporadas a Deportivo Merlo, destacándose que fue el entrenador del equipo que logró el regreso a la Primera B Metropolitana en la temporada 2005/2006. También estuvo en All Boys, Colegiales, San Telmo entre otros. 
Para la temporada 2013/14 de la Primera B Metropolitana 2013/14, Ferraresi asume como DT de Colegiales.